# Lindsay Anderson
Lindsay Gordon Anderson (Bangalore, India, 17 de abril de 1923-Angulema, Francia, 30 de agosto de 1994) fue un director de cine, teatro y documentales, crítico de cine y uno de los mayores exponentes de los movimientos Free Cinema y the British New Wave. Su película más recordada es If... (1968), que se llevó la Palma de Oro en el Festival de Cannes y supuso el debut del actor Malcolm McDowell. Su filmografía cuenta con títulos como Un hombre de suerte (1973) y Britannia Hospital (1982), entre otros. También fue notable su participación en Carrozas de fuego, ganadora un Academy Award, en la cual interpretaba un pequeño papel, a pesar de no ser un actor profesional. En 2007, Malcolm McDowell produjo Never Apologize, un documental sobre sus experiencias con Lindsay Anderson.

## Biografía
De origen escocés, Anderson fue el hijo de un oficial de la armada británica. Nació en Bangalore, al sur de la India, y fue educado en la escuela Saint Ronan's School en Worthing, Sussex Occidental, y en el Cheltenham College, donde conoció a su amigo para toda la vida y biógrafo, el escritor y novelista Gavin Lambert; y también en Wadham College, Oxford, donde leyó el inglés.
Ya graduado, Anderson trabajó al final de la Segunda Guerra Mundial como criptógrafo para las Corporaciones de Inteligencia, en el Centro Experimental Inalámbrico en Delhi. En agosto de 1945, Anderson ayudó a colgar una bandera roja en el tejado de la cantina de los Jóvenes Oficiales, a los pies de Annan Parbat, para celebrar la victoria del Partido Laborista en las elecciones generales que habían tenido lugar en el Reino Unido un mes antes, el 5 de julio. El coronel al mando no aprobó esta acción, pero no se tomó ninguna medida disciplinaria contra Anderson ni contra los otros jóvenes oficiales que habían participado en esta acción.

## Trayectoria
Antes de dedicarse a la realización de cine y a la producción teatral, fue un destacado crítico de la revista Sequence (1947-1952), de la que fue cofundador, junto con Gavin Lambert y Karel Reisz. Más tarde también escribió para Sight and Sound del British Film Institute y para el semanario izquierdista New Statesman. Especialmente influyente fue un artículo suyo, "Stand Up, Stand Up", publicado en 1956 en Sight and Sound, en donde atacaba la supuesta búsqueda de objetividad y la falta de compromiso político pretendidos por los críticos cinematográficos de su tiempo.
Como productor teatral, tiene en su haber unas 40 producciones, la mayoría para el Royal Court Theatre de Londres.
En el mundo del cine, no ha sido un director especialmente prolífico. Sin embargo, es recordado por su trilogía sobre un personaje ficticio Mick Travis, interpretado por Malcolm McDowell. En la primera parte de la trilogía, titulada If.... (1968), Mick Travis es un adolescente que estudia en un internado inglés y la cinta se convierte en una sátira de ese tipo de instituciones académicas. En la segunda parte, Un hombre de suerte (1973), se siguen los pasos de Mick Travis, convertido en un viajante. Se trata de una road movie con tintes picarescos. Por último, la tercera parte, Britannia Hospital (1982), es una fantasía influida estéticamente por las películas de terror de la productora Hammer y por las comedias de la franquicia Carry On. Sin abandonar el mundo del cine, también ha actuado en papeles secundarios como actor, en cintas como la ya mencionada Carros de fuego (1981).
Finalmente, como productor teatral, tiene en su haber unas 40 producciones, la mayoría para el Royal Court Theatre de Londres.

### Filmografía
- El ingenuo salvaje (This Sporting Life), 1963.
- The White Bus, 1967.
- If...., 1968.
- Un hombre de suerte (O Lucky Man!), 1973.
- In Celebration, 1975.
- Look Back in Anger, 1980.
- Britannia Hospital, 1982.
- Las ballenas de agosto (The Whales of August), 1987.
- Glory! Glory!, 1989.

## Vida privada
Gavin Lambert, en sus memorias sobre Lindsay Anderson, tituladas Mainly About Lindsay Anderson, afirmaba que el director había sido un homosexual reprimido, lo cual fue considerado como una traición por los amigos de Anderson. En noviembre de 2006, Malcolm McDowell declaró para el periódico The Independent:

Sé que estaba enamorado de Richard Harris, el protagonista de su primer largometraje, This Sporting Life. Estoy seguro de que le sucedió lo mismo conmigo, con Albert Finney y con los demás. No era algo físico. Pero supongo que siempre se enamoró de sus protagonistas masculinos. Siempre parecía escoger a alguien que fuera inalcanzable para él por ser heterosexual.

## Premios y nominaciones
Festival Internacional de Cine de Cannes
| Año  | Categoría        | Película           | Resultado |
| ---- | ---------------- | ------------------ | --------- |
| 1963 | Premios FIPRESCI | El ingenuo salvaje | Ganador   |
| 1969 | Palma de Oro     | If...              | Ganador   |